# 스키드모어, 오윙스 & 메릴
스키드모어, 오윙스 & 메릴 LLP(영어: Skidmore, Owings & Merrill LLP, 약칭 SOM)은 미국 시카고에 본사를 둔 건축 설계 및 엔지니어링 회사이다. 현재본사는 미국 시카고를 비롯한 뉴욕주 뉴욕, 워싱턴, 샌프란시스코, 영국 런던, 벨기에 브뤼셀, 중국 상하이 및 홍콩에 위치해 있다. 스키드모어, 오윙스 앤드 메릴(SOM)은 대형 건축회사 중 하나이다. 특히, 최신식 상업용 건물에 대해 전문성을 가지고 있다. 현대적인 건축 스타일로서 건축업계의 이른바 "인터내셔널 스타일"(international style)을 주도하고 있는데, 이는 "유리 상자"(glass box) 외양의 고층 건물 건축으로 대표된다.  또한, SOM은 건축, 빌딩 서비스/MEP(Mechanical Electrical Plumbing) 엔지니어링, 인테리어 디자인, 그래픽스, 구조공학, 토목공학, 환경 디자인, 도시 디자인 및 계획 분야에 진출해 있다.

## 디자인
제2차 세계 대전 이후, 스키드모어, 오윙스 앤드 메릴(SOM)은 포스트-워(post-war) 디자인은 미국의 현대 건축술의 상징 중 하나가 되었다. 맨해튼 하우스 (1950년 건축, 2007년, 뉴욕 시 랜드마크 보호 위원회에 의해 뉴욕 시 랜드마크로 지정), 레버 하우스(1952년), 콜로라도주 콜로라도스프링스의 공군사관학교 예배당(Air Force Academy Chapel)(1958년), 존 행콕 센터(1969년), 윌리스 타워(1973년) 등이 유명하다.
스키드모어, 오윙스 앤드 메릴(SOM)은 건축 설계에 있어 특정 건축가의 작품임을 명시하지 않는 회사 중 하나이다. 하지만, 고든 번샤프트 등 유명 건축가, 엔지니어, 인테리어 디자이너들이 스키드모어, 오윙스 앤드 메릴의 세계 각지의 사무소에 꽤 여럿 있다.
스키드모어, 오윙스 앤드 메릴이, 독일 건축가 루드비히 미스 반 데어 로에의 "명확, 단순" 스타일을 충실히 따라하고 있기 때문에, 프랭크 로이드 라이트는 스키드모어, 오윙스 앤드 메릴에게 "세 명의 장님 루드비히 미스 반 데어 로에"라는 별명을 붙이기도 하였다.

## 대표 건축물
- 존 핸콕 센터, 미국 시카고, 1969년 완공.
- 윌리스 타워, 미국 시카고, 1973년 완공.
- 63시티, 대한민국 서울, 1985년 완공.
- 진마오 타워, 중화인민공화국 상하이, 1998년 완공.
- 타워 팰리스, 대한민국 서울, 2004년 완공. (삼우토건과 공동설계)
- 토론토 피어슨 국제공항 - 제1 터미널. 캐나다 온타리오주 토론토. 2004년 4월 개장 (애덤슨 어소시에이츠 아키텍츠 및 모셰 사프디 앤드 어소시에이츠와 공동 설계)
- AIG 타워, (美國國際集團大廈), 홍콩, 2005년 완공.
- 도쿄 미드타운, 일본 도쿄, 2007년.
- 더블린 공항, 아일랜드 더블린, 2007년.
- 싱가포르 창이 국제공항 제3 터미널. 싱가포르 창이. CPG 코포레이션과 공동 설계.
- 부르즈 할리파, UAE 두바이, 2010년.
- 지펑 타워, 중화인민공화국 난징, 2010년.
- 중국 제3국제무역센터, 중화인민공화국 베이징, 2010년.
- 알 함라 타워, 쿠웨이트 쿠웨이트 시티, 2011년.
- 제 1 세계 무역 센터. 미국 뉴욕, 2014년.
- NATO 본부. 벨기에 브뤼셀. 2016년.
- 해운대 엘시티 더샵. 대한민국 부산, 2019년.
- CTF 톈진, 중화인민공화국, 톈진, 2019년.

## 디자인한 건물 갤러리

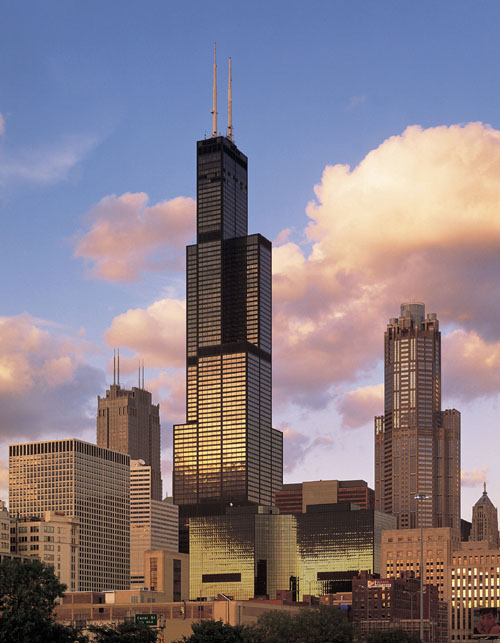
윌리스 타워.미국 시카고
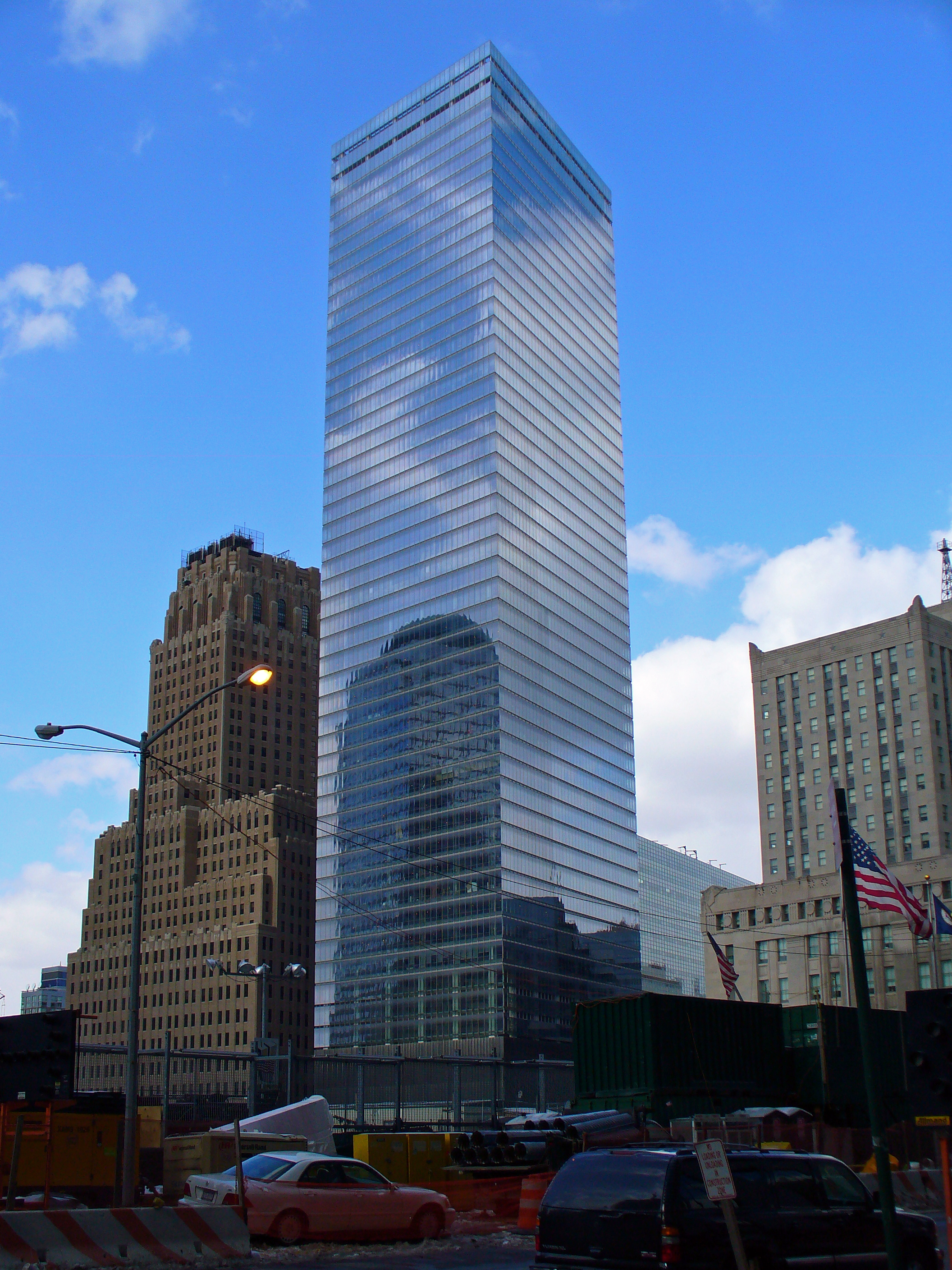
제 7 세계 무역 센터. 뉴욕 시
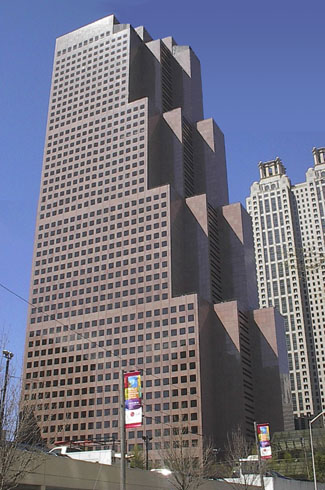
조지아-패시픽 타워. 조지아주, 애틀랜타
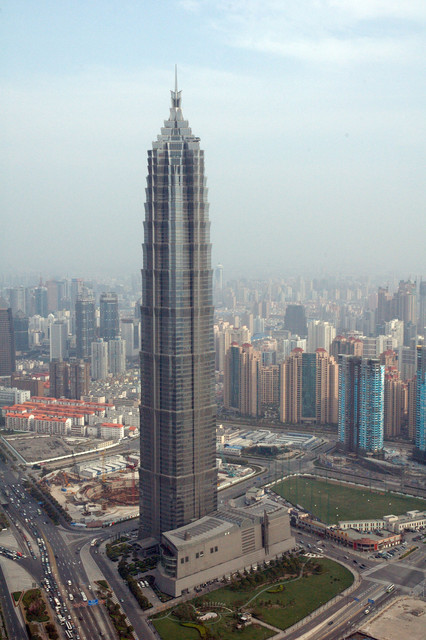
진마오 타워. 중국 상하이시
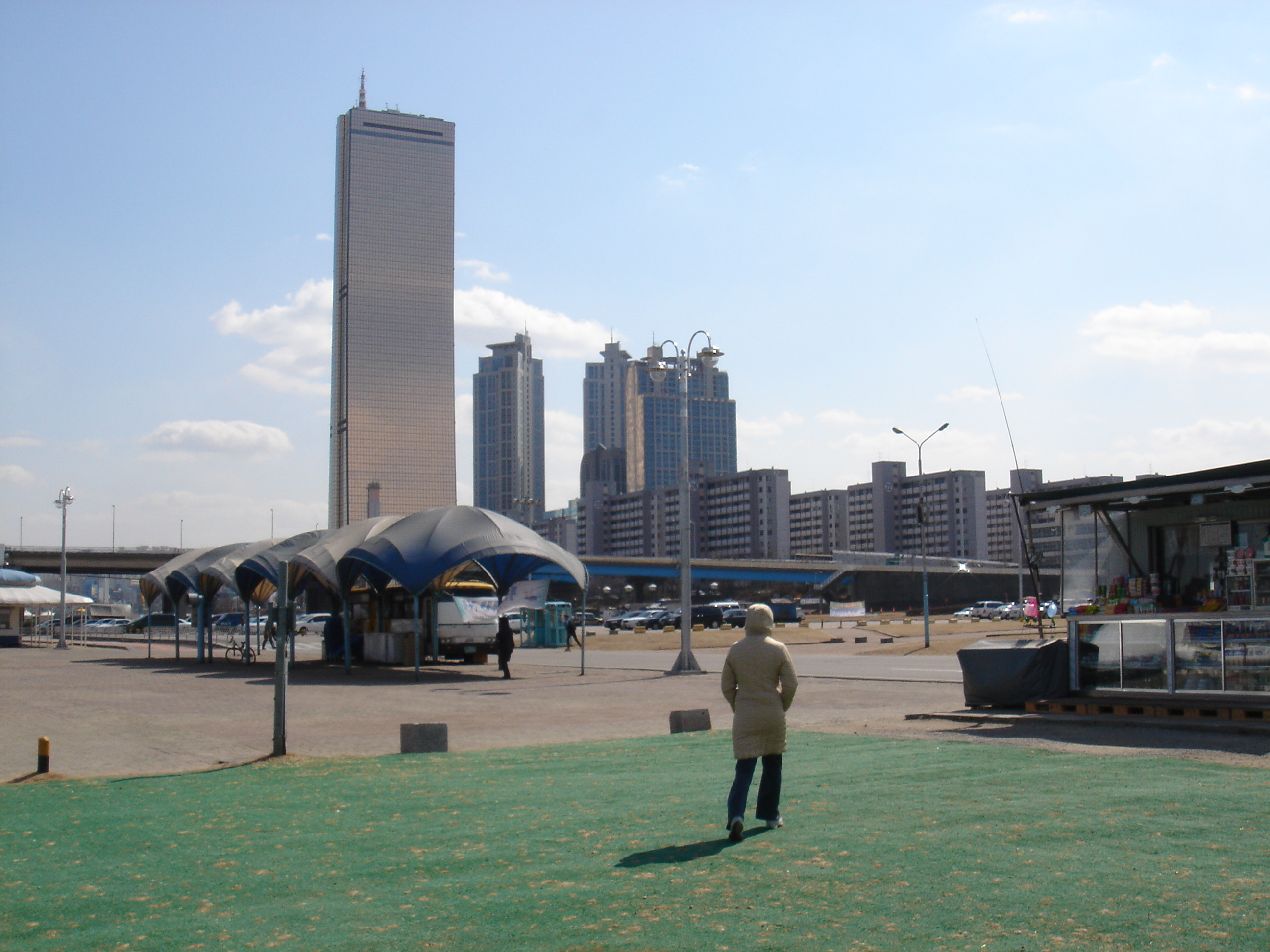
63빌딩. 대한민국 서울
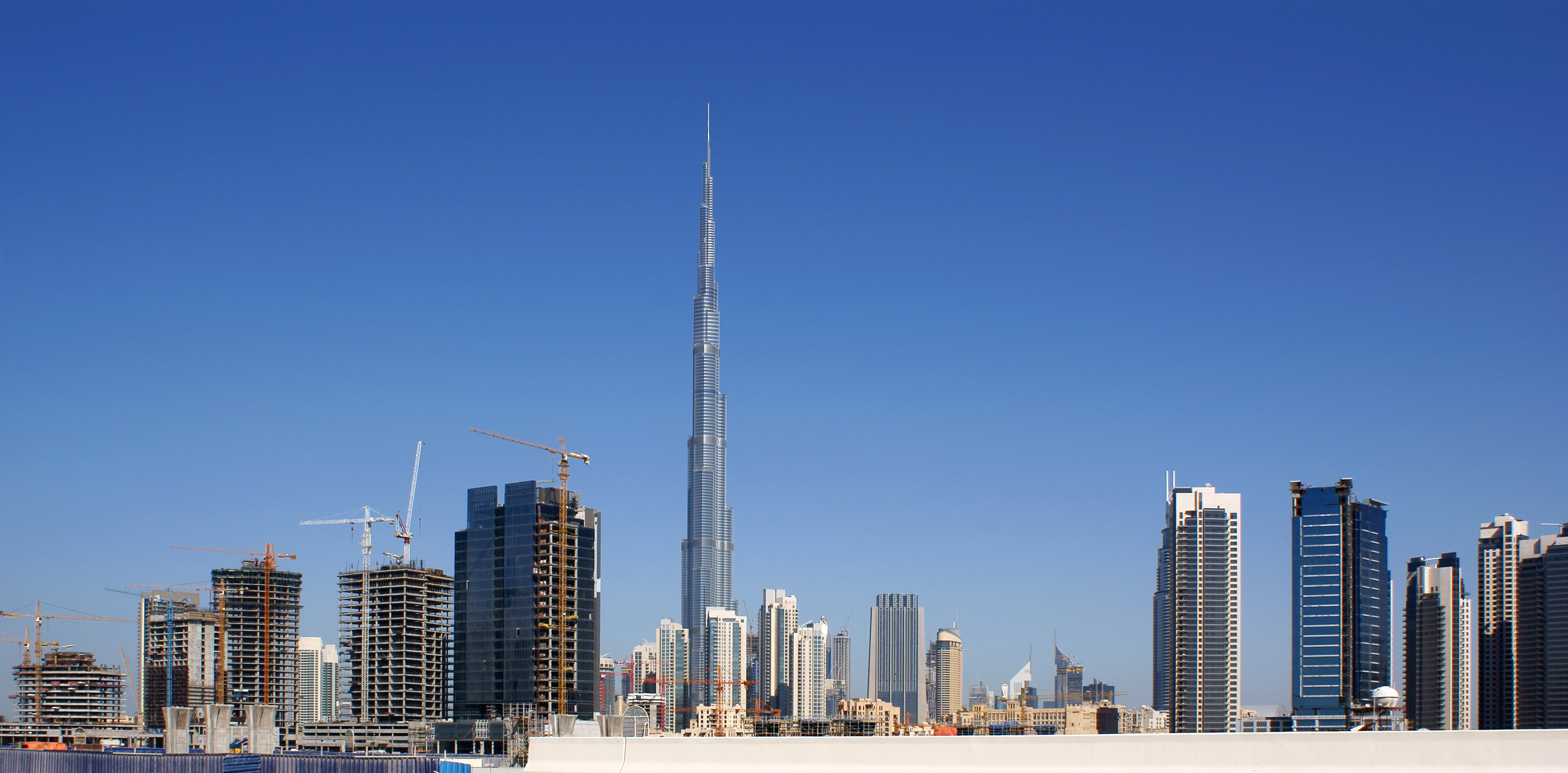
부르즈 할리파. UAE 두바이
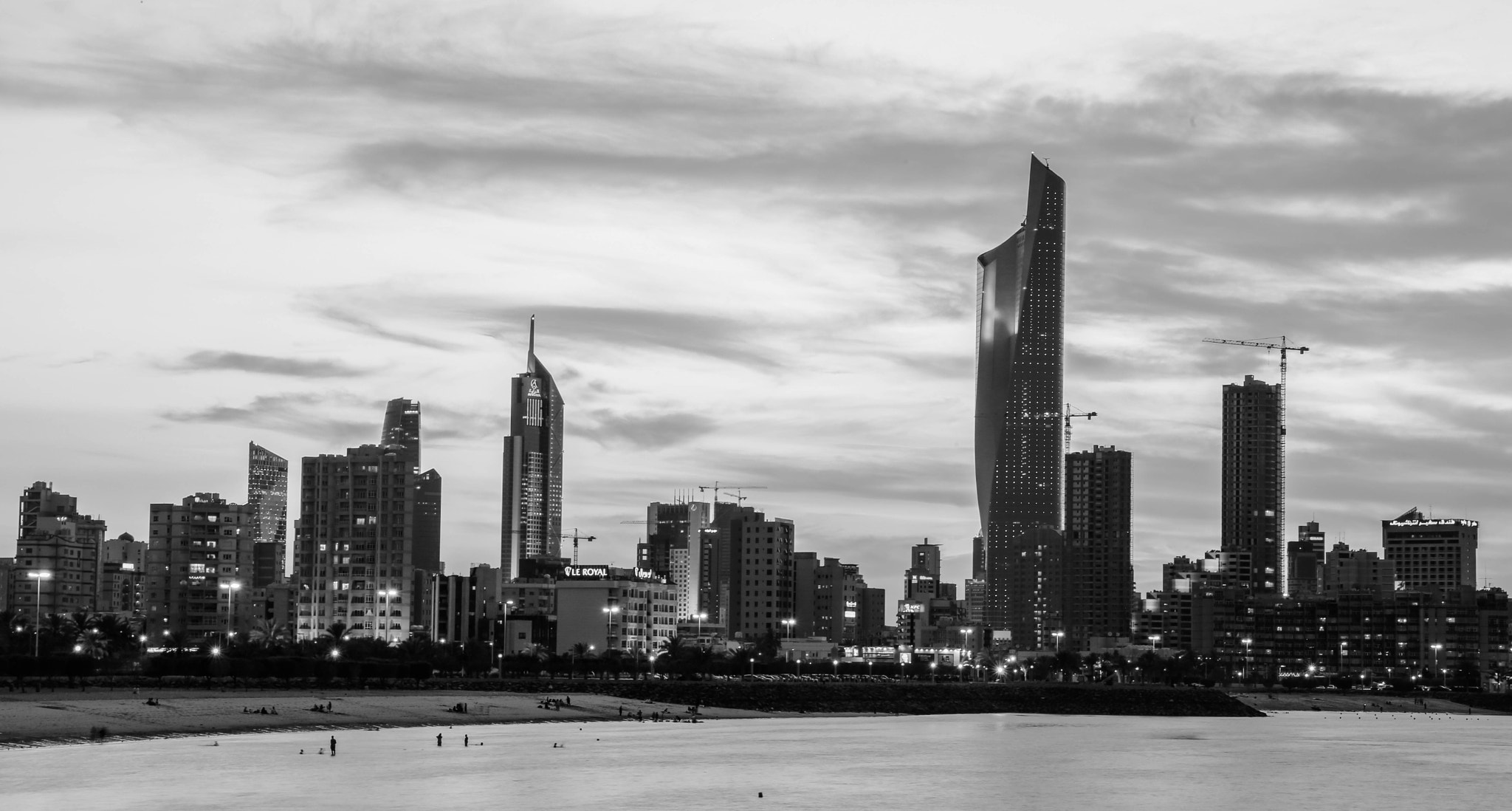
알 함라 타워. 쿠웨이트 쿠웨이트 시티
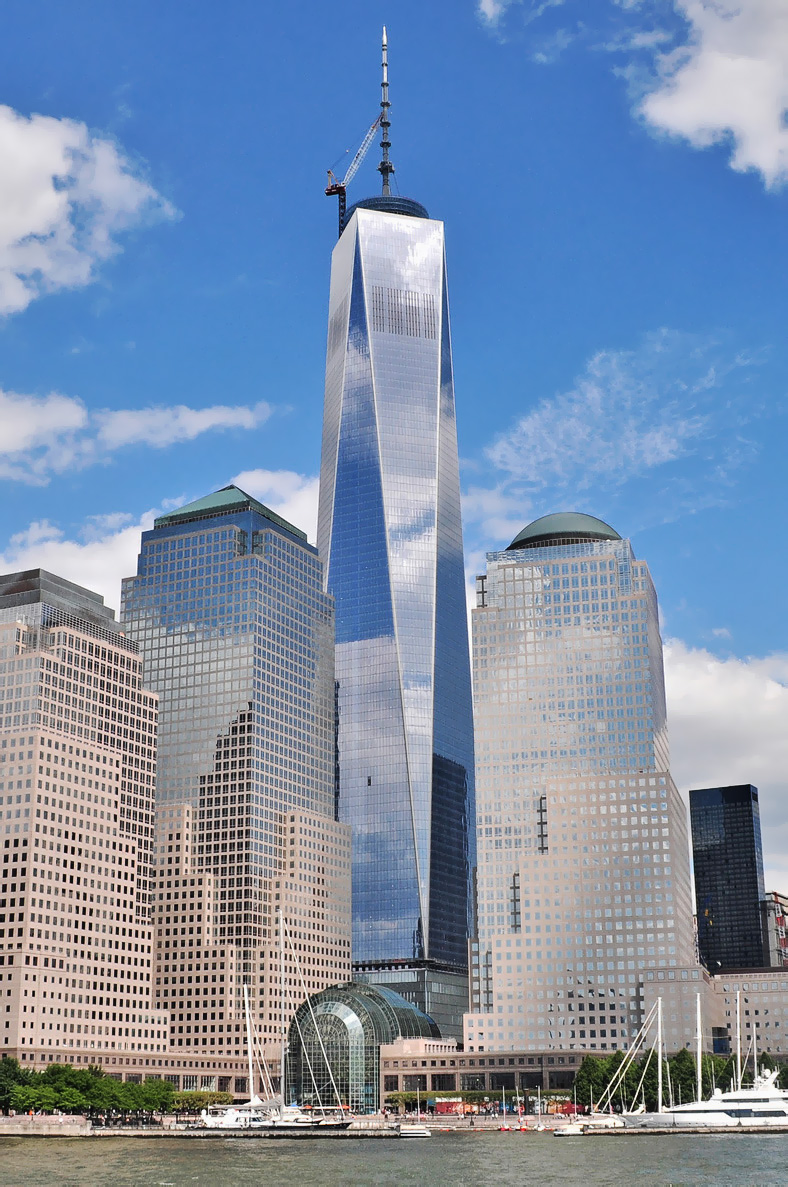
1WTC. 미국 뉴욕
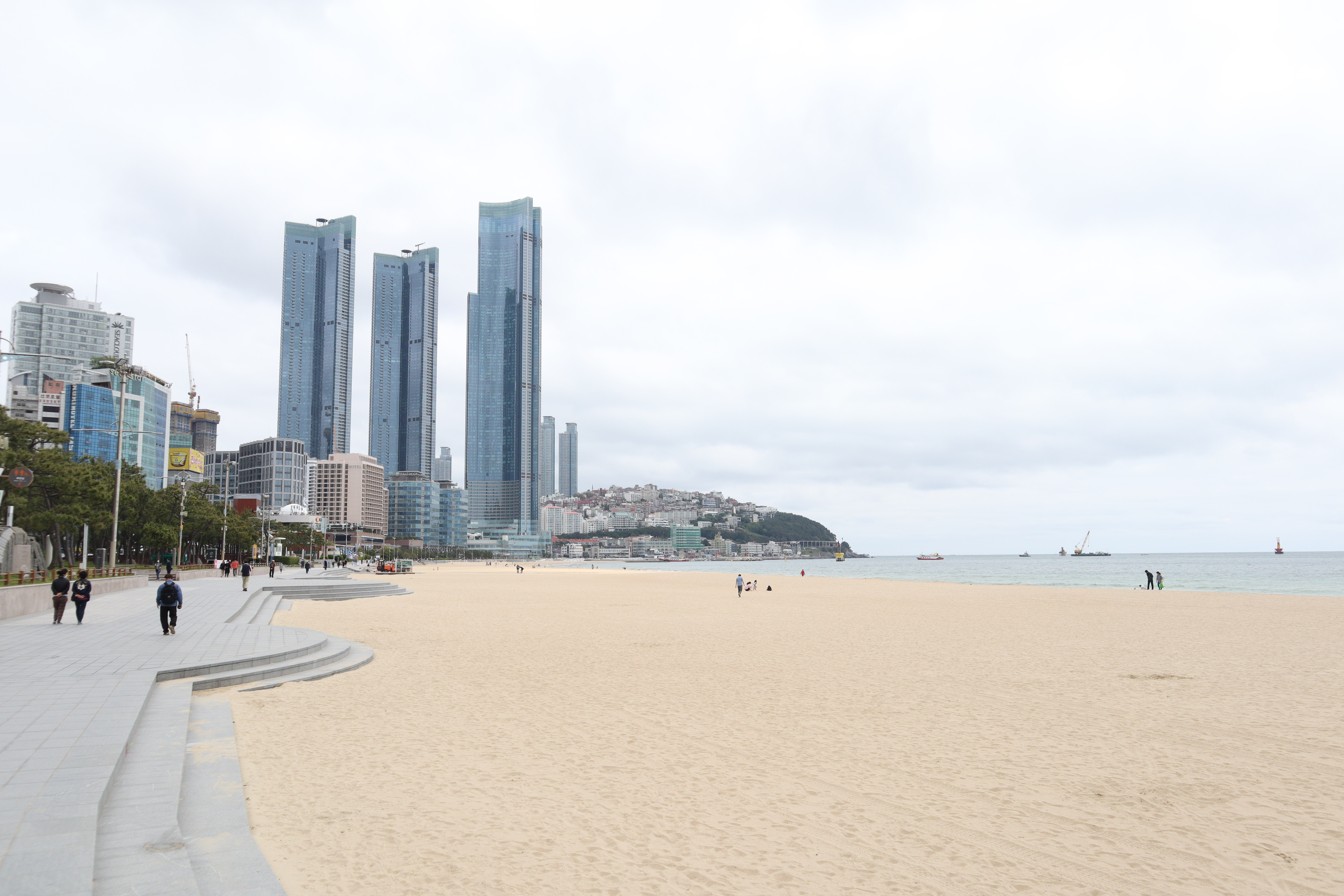
해운대 엘시티 더샵. 대한민국 부산
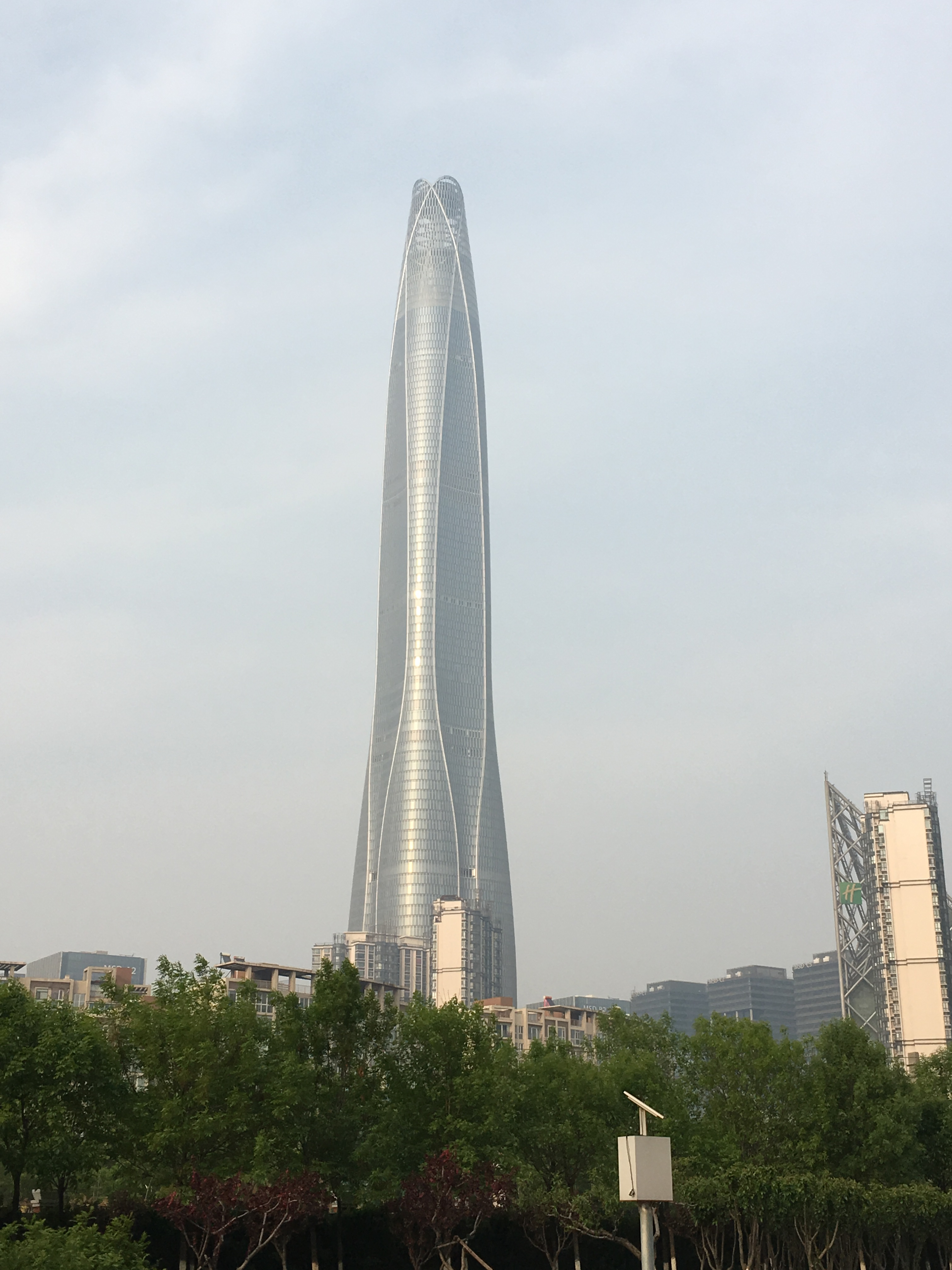
CTF 톈진. 중국 톈진시